# Bianco di Pitigliano spumante
Il Bianco di Pitigliano spumante è un vino DOC la cui produzione è consentita nel territorio dei comuni di Pitigliano e Sorano e in parte della provincia di Grosseto.

## Caratteristiche organolettiche
- colore: paglierino con riflessi verdolini-spuma fine e persistente.
- odore: delicato.
- sapore: asciutto, acidulo, con fondo leggermente amarognolo

## Produzione
Provincia, stagione, volume in ettolitri
- nessun dato disponibile